# Puterea publică
Puterea publică sau Autoritatea publică este un termen folosit în științele politice pentru desemnarea întregului ansamblu de putere al Statului, în toată dimensiunea lui (dimensiune definită de Max Weber drept monopolul violenței).
În sensul abstract al expresiei, înțelegem acest termen, putere. ca facultatea de a comanda și de a fi ascultat, și înțelegem termenul public ca pe activitate de Stat. Puterea publică este capacitatea statului de a obliga pe cineva să efectueze un anumit act.
Puterea publică este necesară pentru bună funcționare a grupurilor sociale care vin converg (au confluență) într-un spațiu fizic oarecare. Este nevoie de o ordine și de stabilirea de reguli care să permită conviețuirea umană, nevoie care se traduce în actul de exercitare a puterii.
În toată societatea, se conformează grupuri care, într-un fel sau altul crează un centru de putere, centru care-și iradiază acțiunile în cele mai diverse direcții, cum ar fi în direcțiile: religie, economie, cultură, sau cum spune Pierre Bourdieu, Societatea este un adevărat "Stat constelație", mai ales în dimensiunea ei constrângătoare, ca ceva căreia ii corespunde uzul legitim al violenței (în termenii lui Max Weber, monopolul violenței).
Într-un sens material al acestei expresii, termenul puterea publică (deși este folosit de obicei la plural ca: „puterile (autoritățile) publice„) înseamnă un ansamblu de organisme și de instituții ale respectivului Stat.
Constituie o capacitate juridică legitimă care dispune de cele trei puteri ale Statului pentru a-și exercita într-un mod eficient, prin utilizarea constrângerii, acțiuni, și îndatoriri care ii sunt conferite de Constituția (sau altfel spus, Legea fundamentală) a respectivului Stat.
Puterea (Autoritatea) se naște ca o necesitate de a asigura coexistența umană, prin urmare, dacă nu există ordine și autoritate, se auto-distruge posibilitatea de a coexista și a interacționa într-o societate capabilă să atingă categoria de Stat.